# Nils Gyllenkrok
Axel Nils Gabriel Gyllenkrok, född 22 mars 1948 på Björnstorps slott, är en svensk friherre, tidigare lantmästare, fideikommissarie och tidigare reservofficer.

## Biografi
Nils Gyllenkrok är son till Thure-Gabriel (1922–2011) och Caroline Gyllenkrok (död 2004) och driver sedan 1979 Björnstorps och Svenstorps gods i Skåne.
Gyllenkrok var tidigare reservofficer vid Fallskärmsjägarkåren och var den första fallskärmshopparen i Sverige att hoppa med en fyrkantig fallskärm vid en tävling. Han innehar fem SM-tecken i grenen precisionshoppning. 
Nils Gyllenkrok är gift med Merrill Gyllenkrok.

### Fideikommissarie
Svenstorps och Björnstorps fideikommiss innehas sedan 2011 av Gyllenkrok efter hans fars bortgång. Enligt den år 1963 fattade avvecklingslagen skulle då fideikommisset upphöra, men år 2006 fattade regeringen beslut om en förlängning intill dess nuvarande fideikommissarien avlider. År 2023 ansökte Nils Gyllenkrok och dennes son Axel om att fideikommisset skulle få fortsätta. Beslutet avslogs hösten 2024, vilket innebar att fideikommisset kommer att avvecklas vid Nils Gyllenkroks bortgång.

## Utmärkelser, ledamotskap m.m.
- Ledamot av Kungliga Skogs- och Lantbruksakademien
- 1988: Ledamot av Vetenskapssocieteten i Lund
- 1992: Ledamot av Societas Ad Sciendum